# كارل جوهان جونسون
كارل جوهان جونسون (بالسويدية: Karl-Johan Johnsson)‏ (و. 1990  م) هو لاعب كرة قدم، من السويد، شارك في كأس العالم لكرة القدم 2018، يلعب كحارس مرمى.

## روابط خارجية
- كارل جوهان جونسون على موقع الاتحاد الدولي (مؤرشف)  (الإنجليزية)
- كارل جوهان جونسون على موقع الاتحاد الأوربي (الإنجليزية)
- كارل جوهان جونسون على موقع اتحاد السويد (السويدية)
- كارل جوهان جونسون على موقع قاعدة بيانات كرة القدم.إي يو (الإنجليزية)
- كارل جوهان جونسون على موقع ناشيونال فوتبول تيمز (الإنجليزية)
- كارل جوهان جونسون على موقع Soccerbase.com (لاعب) (الإنجليزية)
- كارل جوهان جونسون على موقع Soccerway.com (الإنجليزية)
- كارل جوهان جونسون على موقع عالم كرة القدم.نت (الإنجليزية)
- كارل جوهان جونسون على موقع AS.com (الإسبانية)